# 古灵益
古灵益（1991年7月3日—），中国四川省成都市人，中国棋院围棋职业六段，昵称“小胖”。
古灵益1997年开始学习围棋，2002年入段成为职业棋手，2007年升为五段，2018年1月升为六段
，2019年6月升为七段。他曾经在2007年和2008年两度蝉联西南王杯冠军，并在2009年取得名人战挑战权。

## 甲級聯賽成績
- 2007年：代表武漢黃鶴樓隊；成績7勝9負
- 2008年：代表四川嬌子隊；成績11勝8負
- 2009年：代表四川嬌子隊；成績14勝8負

## 國際比賽成績
- 2010年：春蘭杯4強